# La Batalla (España)
La Batalla fue una publicación política semanal en español de ideología izquierdista. Fundada en 1922, su publicación llegaría hasta bien entrada la Guerra civil. A lo largo de este tiempo sirvió como órgano de comunicación de varias formaciones políticas, alcanzando gran relevancia como órgano del Partido Obrero de Unificación Marxista (POUM).

## Historia
El 21 de diciembre de 1922 comenzó a editarse en Barcelona La Batalla como herramienta de propaganda por parte de sectores prosoviéticos procedentes del sindicato anarquista CNT —que estaban encabezados por Joaquín Maurín—. Para el verano de 1924, cuando este grupo se había constituido ya en «Federación Comunista Catalano-Balear» (FCCB), La Batalla había triplicado ya su tirada. Posteriormente, la publicación acabaría convirtiéndose en el órgano oficial de la FCCB.
A partir de 1930 La Batalla conoció una segunda época. Pasaría a ser el órgano oficial del Bloque Obrero y Campesino (BOC) en el que se integró la FCCB, y posteriormente —a partir de 1935— lo sería del Partido Obrero de Unificación Marxista (POUM). Para entonces la publicación, que se había convertido en el periódico más relevante de entre todos las publicaciones comunistas de Cataluña, se editaba de forma semanal. El 19 de julio de 1936, tras el estallido de la Guerra civil, militantes del POUM se incautaron de los talleres e instalaciones del periódico carlista El Correo Catalán. Desde ese momento La Batalla pasó a editarse allí, con formato diario. El 28 de mayo de 1937, tras los llamados «Sucesos de mayo», las autoridades republicanas prohibieron la publicación del diario.
Durante el franquismo, reapareció brevemente en la década de 1970.

## Colaboradores
Entre sus redactores históricos destacaron Joaquín Maurín, Josep Oltra, Jaume Miravitlles, Daniel Domingo Montserrat y Pere Pagès.